# テナント
テナント（英語: tenant）とは、本来賃貸借契約のもとで不動産を借り受ける賃借人のこと。
日本語では店子（たなこ）ともいう。
しかし、現代の日本では、この用語は、オフィスビルや百貨店・ショッピングセンター・鉄道駅構内などの一部区画を賃貸借契約の元で所有・管理・運営者から借り受けて営業する事業者（店舗）のこととして専ら用いられており、居住用不動産の賃借人をテナントということはほとんどないため、元の英語の意味とは異なる和製英語と化している。

## 概要
一般に、ショッピングセンターや百貨店、あるいは都心や駅前などの交通アクセスのいい場所にあるビルなどは商業店舗のテナントが入居することが多く、食堂・レストラン、喫茶店、ファッションショップ、グッズショップ等が入居することが多い。
市街地の再開発の手法として典型的な再開発ビルのテナントには、商業施設だけでなく、オフィス、公共施設などを入居させることで、複合的な機能を持たせ、集客を図ると共に安定した賃貸料を確保することがある。
テナントのうち特に占有面積や集客力が大きいものをキーテナント、核店舗、アンカーストアなどという。キーテナントは、その賃貸物件全体の経営、ひいては周辺地区の経済をも左右しうる影響力を持つことがある。このため、事業主体はキーテナントの誘致と維持に力を尽くすこととなる。
また郵政民営化見直し以前の郵政民営化後は、多くの旧集配郵便局は郵便事業株式会社が管理しており、郵便局株式会社はテナントとして入っているところが多かった。